# 榊原勝直
榊原 勝直（さかきばら かつなお、寛永18年（1641年） - 元禄12年4月18日（1699年5月17日））は、江戸時代前期の旗本。姫路藩榊原家の分家。榊原康勝の庶子榊原勝政の子。通称は八之助、伊織。母は今井氏。妻は榊原若狭直勝（姫路藩榊原本家の家臣）の娘。本家を継いだ榊原政邦は長男。
勝直は榊原康勝直系の孫であり、榊原家を継ぐべき血筋ではあったが、父の勝政は騒動による事情により家督相続を果たせず、幼少時は父と共に父の従兄に当たる岡山藩主池田光政の世話になり、備前岡山藩で暮らしていた。池田光政や本家当主の榊原政房などが奔走し、寛文7年（1667年）10月23日に勝直と弟の政喬は将軍徳川家綱との拝謁を成し遂げた。12月26日に勝直は1000俵を与えられて旗本となり、寄合に列した。政喬も旗本に取り立てられている。同年の5月23日、父勝政は岡山にて死去している。
延宝3年9月21日（1675年11月8日）、長男が生まれるが、この長男の虎之助（政邦）は越後村上藩主の榊原政倫の養子となって跡を継ぎ、天和3年（1683年）に榊原本家を相続した。
元禄元年（1688年）8月23日には使番となる。元禄2年（1689年）2月1日、布衣（六位相当の意味）を許される。元禄9年（1696年）2月14日先手鉄砲頭となる。元禄10年（1697年）7月26日、武蔵国久良岐郡、常陸国河内郡の1000石に領地が改められる。元禄12年（1699年）3月22日致仕。4月18日死去、享年59。
男子の政邦は本家を相続したため、旗本家の家督は甥の勝治（弟の政喬の次男）が養子となり、継いだ。のち勝治の次男もまた榊原政岑として本家を相続した。